# 大相撲令和5年11月場所
大相撲令和5年11月場所（おおずもうれいわよねん11がつばしょ）は、2023年（令和5年）11月12日から11月26日までの15日間、福岡県福岡市博多区の福岡国際センターで開催された大相撲本場所である。

## 番付・星取表
※赤文字は優勝力士の成績。

### 幕内
| 東方   | 東方      | 東方     | 番付   | 西方     | 西方      | 西方          |
| 備考   | 成績      | 力士名   | 番付   | 力士名   | 成績      | 備考          |
| ------ | --------- | -------- | ------ | -------- | --------- | ------------- |
|        | 全休      | 照ノ富士 | 横綱   |          |           |               |
|        | 9勝6敗    | 貴景勝   | 大関   | 霧島     | 13勝2敗   | 優勝          |
|        |           |          | 大関   | 豊昇龍   | 10勝5敗   |               |
|        | 9勝6敗    | 大栄翔   | 関脇   | 若元春   | 6勝9敗    |               |
| 敢闘賞 | 11勝4敗   | 琴ノ若   | 関脇   |          |           |               |
| 再小結 | 6勝9敗    | 阿炎     | 小結   | 北勝富士 | 5勝10敗   | 再小結        |
|        | 4勝4敗7休 | 朝乃山   | 前頭1  | 宇良     | 8勝7敗    |               |
|        | 6勝9敗    | 正代     | 前頭2  | 明生     | 4勝11敗   |               |
|        | 10勝5敗   | 髙安     | 前頭3  | 翔猿     | 7勝8敗    |               |
|        | 8勝7敗    | 豪ノ山   | 前頭4  | 錦木     | 7勝8敗    |               |
|        | 3勝12敗   | 阿武咲   | 前頭5  | 翠富士   | 9勝6敗    |               |
|        | 7勝8敗    | 湘南乃海 | 前頭6  | 隆の勝   | 5勝6敗4休 |               |
|        | 7勝8敗    | 北青鵬   | 前頭7  | 金峰山   | 8勝7敗    |               |
|        | 5勝10敗   | 遠藤     | 前頭8  | 熱海富士 | 11勝4敗   | 敢闘賞        |
|        | 6勝9敗    | 妙義龍   | 前頭9  | 御嶽海   | 8勝7敗    |               |
|        | 10勝5敗   | 竜電     | 前頭10 | 琴恵光   | 2勝8敗5休 |               |
|        | 8勝7敗    | 佐田の海 | 前頭11 | 平戸海   | 9勝6敗    |               |
|        | 8勝7敗    | 王鵬     | 前頭12 | 玉鷲     | 9勝6敗    |               |
|        | 6勝9敗    | 宝富士   | 前頭13 | 剣翔     | 9勝6敗    |               |
| 再入幕 | 7勝8敗    | 友風     | 前頭14 | 一山本   | 11勝4敗   | 再入幕 敢闘賞 |
| 新入幕 | 5勝10敗   | 東白龍   | 前頭15 | 美ノ海   | 9勝6敗    | 新入幕        |
| 新入幕 | 5勝10敗   | 狼雅     | 前頭16 | 錦富士   | 6勝9敗    |               |
| 新入幕 | 5勝10敗   | 北の若   | 前頭17 |          |           |               |

### 十両
| 東方   | 東方      | 東方     | 番付   | 西方   | 西方       | 西方   |
| 備考   | 成績      | 力士名   | 番付   | 力士名 | 成績       | 備考   |
| ------ | --------- | -------- | ------ | ------ | ---------- | ------ |
|        | 8勝7敗    | 碧山     | 十両1  | 琴勝峰 | 12勝3敗    |        |
|        | 10勝5敗   | 武将山   | 十両2  | 島津海 | 9勝6敗     |        |
|        | 5勝10敗   | 輝       | 十両3  | 欧勝馬 | 6勝9敗     |        |
|        | 9勝6敗    | 大奄美   | 十両4  | 水戸龍 | 9勝6敗     |        |
|        | 12勝3敗   | 大の里   | 十両5  | 獅司   | 6勝9敗     |        |
|        | 8勝7敗    | 千代翔馬 | 十両6  | 伯桜鵬 | 全休       |        |
|        | 5勝10敗   | 大翔鵬   | 十両7  | 玉正鳳 | 9勝6敗     |        |
|        | 4勝7敗4休 | 千代丸   | 十両8  | 時疾風 | 8勝7敗     |        |
|        | 8勝7敗    | 高橋     | 十両9  | 貴健斗 | 3勝12敗    |        |
|        | 5勝10敗   | 天空海   | 十両10 | 天照鵬 | 5勝10敗    |        |
| 新十両 | 2勝13敗   | 日翔志   | 十両11 | 英乃海 | 6勝7敗2休  | 再十両 |
|        | 9勝6敗    | 志摩ノ海 | 十両12 | 紫雷   | 9勝6敗     |        |
| 再十両 | 7勝8敗    | 勇磨     | 十両13 | 朝紅龍 | 9勝6敗     |        |
|        | 7勝8敗    | 千代栄   | 十両14 | 東龍   | 0勝2敗13休 |        |

## 優勝争い
9日目を終えて、8勝1敗で単独トップは平幕の一山本。2敗で大関・霧島、豊昇龍、関脇・琴ノ若、平幕・熱海富士、美ノ海という星並びであった。
　10日目には、一山本が平戸海に、美ノ海も御嶽海に破れる。豊昇龍と琴ノ若の直接対決は琴ノ若が制し、2敗をキープ。2敗で霧島、琴ノ若、熱海富士、一山本という展開に変わった。
　11日目、一山本は関脇・大栄翔との取り組みが組まれ、敗戦。他の3人は勝利し、2敗を守った。この時点で2敗に霧島、琴ノ若、熱海富士、3敗に豊昇龍、翠富士、竜電、一山本となった。
　12日目には、一山本が錦木を破り、3敗をキープ。翠富士は大栄翔に、竜電は高安に敗れ、後退。霧島、琴ノ若の2敗同士の直接対決は霧島が寄り切りで勝利。豊昇龍は熱海富士との対戦が組まれ、土俵際まで攻め込むも、熱海富士の突き落としに敗れ、優勝争いから事実上脱落した。
　13日目、一山本は翠富士に敗れ、4敗。琴ノ若も竜電に敗れ、両者は優勝争いから脱落。高安を破った熱海富士、大栄翔を破った霧島が2敗で並び、優勝争いはこの2人に絞られた。
　14日目には、霧島、熱海富士の直接対決が組まれ、霧島がもろ差しからの寄り切りで勝利。これにより、霧島が単独トップに立った。
　千秋楽、熱海富士が琴ノ若、霧島が貴景勝と対戦が組まれた。熱海富士が勝てば、優勝決定戦への一縷の望みもあったが、琴ノ若に引き落としで敗れ、この時点で霧島が令和5年春場所以来、4場所ぶり2回目の優勝が決定した。霧島は千秋楽結びの一番で貴景勝を突き落としで破り、13勝2敗で場所を終えた。

## 備考
- 三賞は、敢闘賞に優勝争いを展開した熱海富士が無条件受賞。琴ノ若、一山本の両名が千秋楽勝利を条件に受賞対象となった。両名とも勝利し、敢闘賞を受賞。熱海富士は先場所に続き、2度目の敢闘賞。琴ノ若は5回目。一山本は初受賞となった。殊勲賞は優勝を条件に熱海富士が受賞対象となったが、こちらは果たせなかったため、受賞者はなし。技能賞も受賞者なしであった。
- 年間最多勝は、秋場所終了時点で51勝の大栄翔、49勝に霧島、豊昇龍となっていたが、順調に星を伸ばした霧島が62勝とし、初の年間最多勝となった。次点は60勝の大栄翔、59勝の豊昇龍と続く。
- 年間通して、幕内で勝ち越しを続けたのは、豊昇龍、大栄翔、琴ノ若の3名となった。豊昇龍は昨年初場所からこれで2年間12場所続けての勝ち越しとなった。
- 十両は、琴勝峰と大の里の両名が千秋楽まで優勝争いを展開。千秋楽、揃って3敗で迎え、共に勝利し、優勝決定戦となった。決定戦は両者投げの打ち合いの末、琴勝峰が上手投げで勝利した。琴勝峰は3度目の十両優勝となった。
- 碧山が十両に陥落したことにより、春日野部屋が56年ぶりに幕内力士不在となった[1]。
- 先場所貴景勝が優勝したことで、貴景勝の綱取りが場所前に話題となったが、先場所の優勝が11勝4敗で内容的にもレベルの低いものであっただけに、綱取りには星も内容も高いレベルの優勝が求められる状況となっていた。いざ綱取りに挑戦してみると、4日目の明生戦で1敗目、7日目の豪ノ山戦で2敗目となり、非常に厳しい状況となった。更に中日にはこの日から途中出場の朝乃山に3敗目を喫し、今場所後の綱取りの可能性はゼロといってよい状況となった。11日目の琴ノ若戦の4敗目で、綱取りは来場所に繋ぐことすら叶わなくなり、したがって完全に白紙となり、最終的には9勝6敗に終わった。
- 今場所では、以下の2取組が水入りとなった。1場所で2回水入りとなるのは平成以降では初となった。
  - 7日目（幕内）：東○北青鵬－翠富士●西　行司：木村寿之介（8年8ヶ月ぶり、令和初の水入り）
  - 11日目（十両）：東●志摩ノ海－水戸龍○西　行司：木村隆男（十両では24年ぶりの水入り）
  - 7日目の水入りの際、木村寿之介は両力士の足の位置を塩でマークするという、おそらく大相撲史上初と思われる方法を採用し[2]、11日目にはその行為を真似て木村隆男もマーキングに塩を使った[3]。